# Kelly McCreary
Kelly J. McCreary, dite Kelly McCreary, née le 29 septembre 1981 à Milwaukee, (Wisconsin, États-Unis), est une actrice américaine.
Elle est surtout connue pour interpréter le rôle du Dr Maggie Pierce, la demi-sœur de Meredith Grey dans Grey's Anatomy.

## Biographie

### Enfance et formation
Kelly McCreary est née à Milwaukee, Wisconsin. Elle a été diplômée du Barnard College à New York City en 2003.
Elle commence à jouer à l'école, apparaissant dans des pièces de théâtre et des publicités. Elle est la sœur de Crystal McCreary qui joue sa cousine dans le 7ème épisode de la saison 16 de Grey's Anatomy.

### Carrière

#### Débuts (2005-2013)
En 2005, elle décroche son premier rôle récurrent dans la série Cyberchase. Elle incarnera Kelly dans six épisodes, répartis jusqu'en 2010.
En 2008, McCreary devient une actrice professionnelle en débutant à Broadway dans Passing Strange. L'année d'après, elle signe pour trois épisodes de la série FBI : Duo très spécial.
Elle fait ses débuts au cinéma dans un petit rôle en 2011 dans le film Being Flynn aux côtés de Robert De Niro et Julianne Moore.
En 2012, elle décroche le premier rôle important de sa carrière, dans Emily Owens, M.D., face à Mamie Gummer et Aja Naomi King, jouant le rôle de Tyra Dupre, une interne en première année de chirurgie, qui est lesbienne. Mais la série est annulée après une saison, faute d'audiences.

#### Grey's Anatomy(2014-2023)

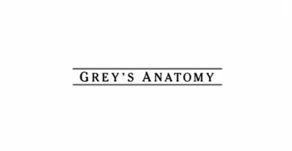
Logo de la série télévisée Grey's Anatomy.

En 2014, après avoir eu un rôle dans les séries Castle et Scandal de Shonda Rhimes, McCreary est choisie pour jouer dans Grey's Anatomy dans le rôle de Margaret Pierce, la demi-sœur de Meredith Grey. Kelly McCreary est devenu un personnage récurrent depuis la fin de la saison 10.
Après les 4 premiers épisodes de la saison 11, elle est promue personnage régulier en octobre 2014,,.
Forte d'une nouvelle visibilité, elle en profite pour jouer au cinéma et intervient dans la comédie dramatique indépendante, Baby, Baby, Baby avec Adrianne Palicki, Brian Klugman et Jessica Alba, puis, elle incarne l'actrice Eartha Kitt dans le biopic Life, qui raconte l'histoire de Dennis Stock, un photographe de Life Magazine faisant un reportage sur James Dean. Deux productions bien accueillies par la critique,.
En 2016, elle fait ses débuts en tant que productrice exécutive d'un court métrage dramatique, intitulé The Middlegame, dans lequel elle joue également.
En 2018, elle joue dans la deuxième série dérivée de Grey's Anatomy, Station 19 en tant qu'invitée.
En mars 2023 elle annonce dans un communiqué qu’elle quitte la série après 9 saisons. 

### Vie privée
Elle rencontre le réalisateur Pete Chatmon, en 2017, sur le tournage d'un épisode de Grey's Anatomy. Ils se sont mariés le 4 mai 2019. Le 16 août 2021, ils ont annoncé qu'ils attendaient leur premier enfant. Le 3 octobre 2021, elle donne naissance à une fille prénommée Indigo. Elle précise qu'elle est née prématurément. L'enfant est maintenant en bonne santé.

## Filmographie

### Cinéma

#### Courts métrages
- 2017 : The Middlegame de Kristen Hester : Eva (également productrice exécutive)
- 2019 : A Cohort of Guests de Todd Sandler : Jasmine

#### Longs métrages
- 2011 : Being Flynn de Paul Weitz : Inez
- 2013 : How to Follow Strangers de Chioke Nassor : Claire
- 2015 : Life d'Anton Corbijn : Eartha Kitt
- 2015 : Baby, Baby, Baby de Brian Klugman : Jo

### Télévision

#### Séries télévisées
- 2005 - 2010 : Cyberchase : Kelly (saison 4, épisodes 6 et 8 - saison 5, épisode 3 - saison 6, épisode 1 - saison 7, épisode 3 - saison 8, épisode 3)
- 2009 : The Electric Company : Bride (saison 1, épisode 10)
- 2009 - 2011 : FBI : Duo très spécial : Yvonne (saison 1, épisodes 7, 14 et saison 2, épisode 15)
- 2010 : The Onion News Network : Alex Heyward (1 épisode)
- 2010 : Rubicon : Judith (saison 1, épisode 11)
- 2012 : I Just Want My Pants Back : Kerry (saison 1, épisode 2)
- 2012 : My America : rôle inconnu (saison 1, épisode 37)
- 2012 - 2013 : Emily Owens M.D. : Tyra Dupre (saison 1, 13 épisodes)
- 2013 - 2014 : Scandal : Clare Tucker (saison 3, épisodes 9 et 16)
- 2014 : Castle : Kelly Jane (saison 6, épisode 13)
- 2014 - 2023 : Grey's Anatomy : Dr Margaret « Maggie » Pierce (saisons 11 à 19, invitée saison 10 - 200 épisodes)
- 2018 - 2019 : Harvey Street Kids : Dot (voix, 14 épisodes)
- 2018 - 2023 : Grey's Anatomy : Station 19 : Dr Margaret « Maggie » Pierce (4 épisodes)

## Voix françaises

### En France
- Diane Dassigny : Grey's Anatomy[16] (2014 - 2023)